# 德莎克·马德·丽塔·库苏玛·戴维
德莎克·马德·丽塔·库苏玛·戴维（2001年1月24日—），印度尼西亚女子攀岩运动员，2023年世界攀岩锦标赛女子速度赛金牌得主、2022年亚洲运动会女子速度赛金牌得主和女子速度接力赛银牌得主。